# Streitman Károly
Streitman Károly (Makó, 1937. július 24. – Szeged, 2019. február 17.) magyar gyermekgyógyász, neonatológus, patológus. Az orvostudományok kandidátusa (1983).

## Életpályája
Szülei: Streitman Károly és Nacsa Katalin voltak. Általános iskoláját a Szent István téri iskolában végezte el. Szegeden vegyipari technikumot végzett. 1956 októberében részt vett a makói Forradalmi Ifjúsági Szövetség megalakulásában. 1956–1962 között a SZOTE hallgatója volt. 1962–1966 között a SZOTE Kórbonctani és Kórszövettani Intézetében dolgozott Ormos Jenő professzor mellett. 1965–1966 között Düsseldorfban volt gyakornok. 1966–1977 között a Gyermekgyógyászati Klinikán tanársegéd és adjunktus volt. 1977–1984 között a hódmezővásárhelyi kórház gyermekosztályának vezetője volt. 1984-től a budapesti Orvostovábbképző Intézet Gyermekgyógyászati Tanszékének docense volt. 1984–1992 között a Heim Pál Gyermekkórház osztályvezető főorvosaként dolgozott. 1993-2000 között a Haynal Imre Egészségtudományi Egyetem I. sz. gyermekgyógyászati tanszékén egyetemi docens volt. 1992-től a SZOTE Gyermekgyógyászati Klinikáján tudományos tanácsadó volt. 1999-ben habilitált. 2000-ben visszatért Makóra; 2000–2015 között a makói kórház gyermekosztályának vezetője volt. 2007-ben a Szegedi Tudományegyetem magántanára lett.
Kutatási területe a vesebetegségek, a prae-posztnatális hipoxiás vese tanulmányozása. Ösztöndíjasként Halléban, Berlinben, Kassán és Prágában tanult.

## Művei
- Herpesvírus infectiók és a vese (1983)

## Díjai
- POFOSZ érdemkereszt (2006)
- Makó díszpolgára (2016)[3]